# Cedric Coudoro
Cedric Coudoro (* 24. Januar 1984) ist ein ehemaliger deutscher Handballspieler.
In der Jugend spielte Coudoro beim TSV Rietheim. 2005 wechselte er von der 2. Mannschaft der HBW Balingen-Weilstetten zum TV Bittenfeld in die Regionalliga. 2006 gelang ihm mit dem Verein der Aufstieg in die 2. Handball-Bundesliga Süd. Nach seiner Zeit in der 2. Bundesliga spielte er später für die SG Lenningen in der Landesliga und für den SV Fellbach in der Oberliga. 2010 wechselte er zum HV Stuttgarter Kickers.
Coudoro wurde als rechter Rückraum- und rechter Außenspieler eingesetzt.
2006 wurde Coudoro für besondere Verdienste um den Sport mit der Sportverdienstplakette der Stadt Waiblingen ausgezeichnet.